# Kniha roku Lidových novin 2019
Kniha roku Lidových novin 2019 je 29. ročník od obnovení ankety Lidových novin o nejzajímavější knihu roku. Do ankety jsou také započítány hlasy pro knihy vydané koncem roku 2018. Lidové noviny oslovily kolem 400 respondentů, hlasovalo jich 153. Uzávěrka byla 1. prosince 2019, výsledky vyšly ve speciální příloze novin v sobotu 14. prosince 2019.
V anketě zvítězil román francouzského spisovatele Michela Houellebecqa Serotonin, který Odeon vydal v českém překladu ve stejném roce jako originál a vyšel v edici Světová knihovna.
Josef Chuchma se pozastavil nad tím, že tolik hlasů získala objemná práce Petra Čorneje Jan Žižka, která vyšla necelý měsíc před uzávěrkou ankety.

## Výsledky
1. Michel Houellebecq: Serotonin – 13 hlasů
2. Petr Čornej: Jan Žižka. Život a doba husitského válečníka – 9 hlasů
3. Alena Mornštajnová: Tiché roky – 6 hlasů
4.–5. Timothy Snyder: Cesta k nesvobodě – 5 hlasů
4.–5. Josef Kroutvor: Poletování jednoho ptáčka – 5 hlasů
6.–10. Věra Dvořáková: Co si pamatuju – 4 hlasy
6.–10. Stanislav Komárek: Města a městečka – 4 hlasy
6.–10. Jan Němec: Možnosti milostného románu – 4 hlasy
6.–10. Saša Filipenko: Rudý kříž – 4 hlasy
6.–10. Delphine de Viganová: Vděk – 4 hlasy